# Эвальдит
Эвальдит (англ. Ewaldite) — редкий минерал, бариево-кальциевый карбонат. Назван честь немецкого физика и кристаллографа Пауля Петера Эвальда.

## Свойства
Эвальдит — зеленоватый прозрачный минерал. Встречается в виде призматических кристаллов в эоценовых озерных отложениях. Эвальдит открыт в 1971 году в Вайоминге, США.

## Название на других языках
- нем. Ewaldit;
- исп. Ewaldita;
- англ. Ewaldite.